# Agrionopsis
Agrionopsis – rodzaj modliszek z rodziny modliszkowatych i podrodziny Angelinae.
Takson ten opisany został w 1909 roku przez Franza Wernera, który jego gatunkiem typowym ustanowił gatunek Agrionopsis modesta. Dawniej umieszczany był w podrodzinach Thespinae i Schizocephalinae.
Modliszki te mają łukowate ciemię, a górną krawędź sklerytu czołowego pośrodku ściętą. Odnóża przednie o zewnętrznych płatkach wierzchołkowych bioder nieprzylegających i rozbieżnych, drugim kolcu dyskowatym ud dłuższym niż pierwszy, a goleniach słabiej niż u Leptocola zredukowanych. Rowek do chowania położony jest w pobliżu środka przedniego uda. Górna krawędź przedniego uda zakrzywiona, a pierwszy kolec dyskowaty położony bliżej jego środka. Długość przednich skrzydeł wynosi u samców od 17 do 31 mm. Płytka nadanalna trójkątna i spiczasta. Przysadki odwłokowe nierozszerzone, zaokrąglone, wystające poza wierzchołek odwłoka.
Do rodzaju tego należy 5 gatunków:
- Agrionopsis bacilliformis Rehn, 1914
- Agrionopsis brachyptera Beier, 1942
- Agrionopsis congica Giglio-Tos, 1916
- Agrionopsis distanti Kirby, 1899
- Agrionopsis modesta Werner, 1908